# Yorkshire Championships
Die Yorkshire Championships waren offene internationale Meisterschaften im Badminton in England. Sie waren eines der bedeutendsten internationalen Badmintonturniere in der Anfangszeit des Sports und wurden seit den 1920er Jahren ausgetragen. Mit der Ausbreitung des Badmintonsports über alle Kontinente verloren die Titelkämpfe in den 1970er Jahren an internationaler Bedeutung.

## Sieger
| Saison    | Herreneinzel     | Dameneinzel      | Herrendoppel                   | Damendoppel                     | Mixed                          |
| --------- | ---------------- | ---------------- | ------------------------------ | ------------------------------- | ------------------------------ |
| 1948      | Harold Marsland  | Mavis Henderson  | Harold Marsland P. B. Brayshay | L. R. Ludlam Joy Saunders       | G. Ripley H. Bennett           |
| 1949      | Noel B. Radford  | Queenie Allen    | Harold Marsland P. B. Brayshay | A. D. Wadsworth Queenie Allen   | Noel B. Radford R. Bretherick  |
| 1950 1955 | keine Daten      | keine Daten      | keine Daten                    | keine Daten                     | keine Daten                    |
| 1956      | Tony Jordan      | Brenda Holborn   | Tony Jordan A. R. V. Dolman    | L. Higson J. Allott             | Tony Jordan P. E. Broad        |
| 1957      | Roger Holdsworth | Brenda Holborn   | C. Cumpstey Roger Holdsworth   | L. Higson J. Allott             | Roger Holdsworth D. W. Gillies |
| 1958      | L. Yap           | Brenda Holborn   | Harold Marsland P. B. Brayshay | Brenda Holborn I. Taylor        | Harold Marsland J. Allott      |
| 1959 1973 | keine Daten      | keine Daten      | keine Daten                    | keine Daten                     | keine Daten                    |
| 1974      | Clive Kirk       | Barbara Beckett  | Jim Ansari John Britton        | Joanna Flockhart Helen Kelly    | Peter H. Wood Bridget Cooper   |
| 1975 1979 | keine Daten      | keine Daten      | keine Daten                    | keine Daten                     | keine Daten                    |
| 1980      | Brian Wallwork   | Paula Kilvington | Gordon Hamilton David Joiner   | Kathleen Redhead Bridget Cooper | John Cocker Kathleen Redhead   |
| seit 1981 | keine Daten      | keine Daten      | keine Daten                    | keine Daten                     | keine Daten                    |